# 藤島明宏
藤島 明宏（ふじしま あきひろ、本名同じ、1990年4月26日 - ）は、日本の元俳優。旧活動名は藤島 康峻。
静岡県富士市出身。ヴィヴィアンに所属していたが、2022年9月に芸能界を引退。

## 出演

### 映画
- カイジ2 人生奪回ゲーム（2011年、東宝）
- インターミッション（2013年、オブスキュラ・東北新社）

### テレビドラマ
- 終電バイバイ（2013年、TBS）
- ガリレオ（2013年、フジテレビ）
- 埋もれる（2014年、WOWOW）
- マジすか学園5（2015年、Hulu）
- チア☆ドル（2015年、ABC朝日放送）

### CM
- メディケア生命（2017年、2018年）

### バラエティ
- 衝撃のアノ人に会ってみた!（2016年、日本テレビ）

### 舞台
- ぬばたまの淵 〜われても末に 逢わんとぞ想う〜（2011年）
- こと 築地寿司物語（2017年）